# Steven Berkoff
Steven Berkoff, eredeti születési nevén Leslie Steven Berks (Stepney, London, 1937. augusztus 3. –) brit színpadi és filmszínész, rendező, író, drámaíró.

## Élete

### Származása, tanulmányai
A londoni East Enden, Stepney városrészben született, Alfred „Al“ Berks szabómester és Pauline „Polly“ Berks háziasszony fiaként. Egy nővére volt. 
Családja zsidó eredetű volt, ősei Romániából és Oroszországból vándoroltak ki. Apja családnevét Berkowitzról Berks-re változtatta.
1940-ben, az angliai csata idején, London bombázása elől anyját mindkét gyermekével Lutonba evakuálták. A világháború után a család néhány hónapon át amerikai rokonoknál, a New York állambeli Nyack városban élt, de munkalehetőség híján visszatértek Angliába.
Iskolai tanulmányai során a fiú elutasította az apjától örökölt, Berkowitz-ból Berks-re rövidített családnevét, és addig használt keresztnevét, a Leslie-t is. Steven Berkoff-nak kezdte nevezni magát.
1957–1958 között a londoni City Literary Institute főiskolára, 1958–1959 között a Webber Douglas Academy of Dramatic Art színiakadémiára járt, itt szerzett színészi oklevelet. Ezután a párizsi École internationale de théatre Jacques Lecoq színművészeti akadémián tanult.

### Munkássága
Megalapította a London Theatre Group színtársulatot, ahol a klasszikus irodalmi műveket saját adaptációjában vitte színpadra. 1969-ben Franz Kafka Az átváltozás című írását mutatta be, ahol ő maga játszotta a féreggé átváltozó főszereplőt. Színpadi munkája mellett filmezni is elkezdett. Szerepelt a Barry Lyndonban (1975) és a Gyilkos bolygóban (1981). Markáns, vészjósló arcvonásai miatt egyre gyakrabban kapta gazemberek, főgonoszok szerepeit. Ilyen karaktereket alakított (többek között) a Polipka című James Bond-filmben (1983), a Beverly Hills-i zsaruban (1984), Rambo II.-ben (1985), a Tiszta játszmában (1995) és a Nézz az égre!-ben (2004). 1981-ben a The Professionals angol tévésorozat egyik epizódjában, Krasznov szovjet ezredet játszotta, ahol több jelenetben is visszaidézte a Polipkában eljátszott, hasonló jellegú Orlov-karakter stílusát.
Maga is írt színpadi műveket. Ezek egyike a Görög (Greek) (1979), amelyben az ókori Oidipusz (Ödipusz) király legendáját a korabeli London társadalmába helyezi. 
1981-es Decadence című drámájában egy felső-középosztálybeli angol házaspár társadalmi és szexuális szokásait állította szembe egy munkásnő és egy detektív hasonló tevékenységeivel.
1983-as West című drámájában az ősi angolszász Beowulf-legendát adaptálta hasonló módon.
Berkoff további drámákat írt ókori regékből és klasszikus szerzők írásaiból: színpadra állított egy tragédiát Agamemnónról (1977), színpadra alkalmazta Edgar Allan Poe Az Usher-ház vége című novelláját (1977), Franz Kafka: A per című regényét (1981), és más irodalmi műveket. 
Könyveket is írt (I am Hamlet (1989), és Corolianus in Deutschland (1992)).

### Magánélete
Kétszer nősült, első házasságát 1970-ben Alison Mintóval, a másodikat 1976-ban Shelley Lee-vel. Mindkettő válással végzödött. 
Az 1980-as évek közepe óta Clara Fischer német zongoraművésznővel él együtt London Limehouse városrészében. Fischer megjelenik a Berkoff által rendezett 2004-es Decadence című filmdráma egy kis epizódszerepében. 
Korábbi, rövid életű kapcsolataiból Berkoffnak két leánya született, akikről csak igen kevés személyes adat került nyilvánosságra.

## Főbb filmszerepei
- 2024: The Phantom Warrior; Hades
- 2023: The Performance; Sam
- 2022: Prizefighter: Jem Belcher élete (The Life of Jem Belcher); Walter
- 2021: Creation Records – A történet (Creation Stories); Aleister Crowley
- 2019–2020: Vikingek (Vikings); tévésorozat; II. Olaf norvég király
- 2020: Righteous Villains; nagypapa
- 2019: The Last Faust; Dr. Goodfellow
- 2019: Red Devil; Lazarus
- 2018: Babonák (Lore); tévésorozat; Dr. Kristoff Brehovy
- 2017: Riot; rendőrfőnök
- 2016: A barbárok felemelkedése (Barbarians Rising); tév-minisorozat; Augustus
- 2015: The Frankenstein Chronicles; tévésorozat; William Blake
- 2014: Született boszorkányok (Witches of East End); tévésorozat; Nikolaus király
- 2014: Katherine of Alexandria; Liberius
- 2013: RED 2. (Red 2); Cobb
- 2012: Ki vagy, doki? (Doctor Who); tévésorozat; Shakri
- 2011–2012: Borgiák (The Borgias); tévésorozat; Girolamo Savonarola
- 2011: A tetovált lány (The Girl with the Dragon Tattoo); Frode
- 2010: The Rapture; az Ellenőr
- 2010: Az utazó (The Tourist); Reginald Shaw
- 2010: Út a sikerhez (The Road to Coronation Street); tévéfilm; Sidney Bernstein
- 2009: Tartozol a haláloddal (44 Inch Chest); Tippi Gordon
- 2006: Plutónium (The Half Life of Timofey Berezin); Starkov
- 2006: A skót kerékpáros (The Flying Scotsman); Ernst Hagemann
- 2006: Hotel Babylon; tévésorozat; Mr. Wiltshire
- 2006: Agatha Christie: Marple tévésorozat, Balhüvelykem bizsereg; Mr. Eccles
- 2004: Menyasszonyok (Nyfes); Karabulat
- 2004: Nézz az égre! (Head in the Clouds); Charles Bessé
- 2003: Hans Christian Andersen: Életem története (Hans Christian Andersen: My Life as a Fairy Tale); tévéfilm; Meisling
- 2003: Az ipari világ hét csodája (Seven Wonders of the Industrial World); tévésorozat; The Brooklyn Bridge epizód;John Roebling
- 2003: A Dűne gyermekei (Children of Dune); tévé-minisorozat; Stilgar
- 2002: Sporttolvajok (Sporttolvajok); Surtayne
- 2001: Attila, Isten ostora (Attila); tévé-minisorozat; Rua király
- 2000: Kezdetben vala (In the Beginning); tévé-minisorozat; Putifár
- 2000: Randall & Hopkirk (Deceased); tévésorozat; a Száj
- 2000: Rancid Aluminium; Mr Kant
- 1998: A légiós (Legionnaire); Steinkampf őrmester
- 1998: Nikita, a bérgyilkosnő (Nikita); tévésorozat; Charles Sand / Carlo Giraldi
- 1997: Újabb 9 és 1/2 hét (Love in Paris); Vittorio DaSilva
- 1997: Star Trek: Deep Space Nine; tévésorozat; Hagath
- 1995: Tiszta játszma (Fair Game); Ilja Pável Kazak ezredes
- 1994: Decadence; több szerepben (rendező is)
- 1993: Flynn – Kalandra született (My Forgotten Man); Klaus Reicher
- 1992: Oscar Wilde’s Salome; tévéfilm; Heródes király (rendező is)
- 1992: Intruderek – Egy új faj születik (Intruders); tévésorozat; Addison Leach
- 1990: Michelangelo (A Season of Giants); tévé-minisorozat; Savonarola
- 1990: A Kray fivérek (The Krays); George Cornell
- 1988–1989: A sas felszáll (War and Remembrance); tévésorozat; Adolf Hitler
- 1988: A riói fogoly (Prisoner of Rio); Jack McFarland
- 1986: A telihold alatt (Under the Cherry Moon); Mr Sharon
- 1986: Abszolút kezdők (Absolute Beginners); fanatikus
- 1986: Sins; tévésorozat; Karl Von Eiderfeld
- 1985: Amerika fegyverben (Revolution); Jones őrmester
- 1985: Underworld; Motherskiller
- 1985: Rambo II. (Rambo: First Blood Part II); Podovszkij alezredes
- 1984: Beverly Hills-i zsaru (Beverly Hills Cop); Victor Maitland
- 1983: Polipka (Octopussy); Orlov tábornok
- 1983: The Professionals; tévésorozat; Krasznov
- 1981: Gyilkos bolygó (Outland); Sagan
- 1977: Joseph Andrews; Greasy Fellow
- 1975: Barry Lyndon; Lord Ludd
- 1975: Foglalkozása: riporter (Professione: reporter); Stephen
- 1971: Mechanikus narancs (A Clockwork Orange); Tom rendőrbiztos
- 1971: Cárok végnapjai (Nicholas and Alexandra); Pankratov
- 1969: Az Angyal kalandjai (The Saint); tévésorozat; Carl / Bertoli
- 1969: Az Angyal vérbosszúja (Vendetta for the Saint); Bertoli
- 1967: Dixon of Dock Green; tévésorozat; Dave Banks
- 1967: Slave Girls; John
- 1965: Bosszúállók (The Avengers); tévésorozat; Sager
- 1964: Hamlet at Elsinore; tévéfilm; Lucianus
- 1959: The Devil’s Disciple; brit tizedes
- 1958: A nagy manőver (I Was Monty’s Double); névtelen kis szerep

## További információ
- Hivatalos oldal
- Steven Berkoff a PORT.hu-n (magyarul)
- Steven Berkoff az Internetes Szinkronadatbázisban (magyarul)
- Steven Berkoff az Internet Movie Database-ben (angolul)
- Steven Berkoff a Rotten Tomatoeson (angolul)
- Steven Berkoff az AlloCiné weboldalán (franciául)
- Steven Berkoff Profile (angol nyelven). famousfix.com. (Hozzáférés: 2024. május 20.)
- Steven Berkoff (német nyelven). Filmdienst.de
- Steven Berkoff (magyar nyelven). MAFAB.hu